# مبدأ الحدود الموروثة
مبدأ الحدود الموروثة (باللاتينية Uti possidetis «ما تملكه») هو مبدأ في القانون الدولي بأن الأراضي والممتلكات الأخرى تظل ملكًا لمالكها في نهاية الصراع، ما لم يُنص على غير ذلك في المعاهدة; وإذا لم تشتمل هذه المعاهدة على أي شروط تتعلق بامتلاك الممتلكات والأراضي التي تم الاستيلاء عليها أثناء الحرب، فيسود في هذه الحالة مبدأ الحدود الموروثة. نشأ هذا المبدأ في القانون الروماني، فالعبارة مشتقة من التعبير اللاتيني uti possidetis, ita possideatis, بمعنى «ستستمر في امتلاك ما تملك مثلما كنت تمتلكه» (أي «بما أنها ملك لك، فهي ملك لك»). ويُمكن هذا المبدأ الدولة المحاربة من المطالبة بالأراضي التي حصلت عليها من خلال الحرب.
في أوائل القرن السابع عشر، استخدم جيمس الأول ملك إنجلترا هذا المصطلح لبيان أنه في حين أنه يعترف بوجود السلطان الإسباني في تلك المناطق من نصف الأرض الغربي حيث تمارس إسبانيا سلطاتها القوية، فإنه يرفض الاعتراف بمزاعم إسبانيا بملكيتها الحصرية لجميع الأراضي غرب خط الطول 46° 37' غربًا بموجب معاهدة توردسيلاس.
استخدم هذا المبدأ منذ زمن قريب بصورة منقحة (انظر قانون الحدود الموروثة) في تحديد حدود الدول التي حصلت على استقلالها حديثًا عقب إنهاء الاستعمار، وذلك بالتأكيد على أن الحدود ستتبع الحدود الأصلية للمناطق الاستعمارية القديمة التي نشأت منها. ولقد نشأ هذا الاستخدام في أمريكا الجنوبية في القرن التاسع عشر مع انسحاب الإمبراطورية الإسبانية. فمع إعلان تطبيق مبدأ الحدود الموروثة، عملت الدول الجديدة على ضمان عدم وجود أرض مباحة في أمريكا الجنوبية بعد انسحاب الإسبان والحد من احتمالية نشوب صراعات حدودية بين الدول المستقلة حديثًا وإنشاء مستعمرات أوروبية حديثة.
لقد تم تطبيق المبدأ نفسه في أفريقيا وآسيا عقب انسحاب القوى الأوروبية من تلك القارتين، وفي أماكن مثل يوغوسلافيا السابقة والاتحاد السوفيتي حيث سقطت الحكومات المركزية السابقة وحصلت الدول الأعضاء على استقلالها. وقامت منظمة الوحدة الإفريقية عام 1964 بتمرير قرار ينص على حتمية تطبيق مبدأ استقرار الحدود - جوهر مبدأ الحدود الموروثة—في جميع أنحاء قارة إفريقيا. فلقد كانت معظم الدول الإفريقية قد حصلت على استقلالها في ذلك الوقت، لذا كان القرار أساسًا بمثابة توجيه سياسي لحسم الصراعات بإقرار معاهدات تقوم على الحدود القائمة مسبقًا بدلاً من اللجوء إلى القوة. وحتى وقتنا هذا، أدى الالتزام بهذا المبدأ إلى تجنب اشتعال الحروب الحدودية بين الدول الإفريقية، ولكن هناك حالة استثنائية بارزة في هذا الصدد وهي الحرب الإثيوبية الإريترية التي استمرت ما بين عامي 1998 و2000، وترجع جذور تلك الحرب إلى انفصال دولة إفريقية مستقلة فتلك الحرب ليست صراعًا بين جارتين واقعتين تحت الاستعمار. [بحاجة لمصدر] على الناحية الأخرى، لا تتبع الحدود الاستعمارية عادةً الخطوط العرقية، وهذا ساعد في اشتعال الحروب الأهلية العنيفة والدموية بين مختلف المجموعات العرقية في العديد من الدول التي كانت واقعة تحت الاستعمار (وبعد سقوط الشيوعية)، ومن أمثلتها السودان وجمهورية الكونغو الديمقراطية وأنغولا ونيجيريا وأوغندا وجورجيا وأذربيجان وميلدوفا ويوغوسلافيا السابقة.
ولقد تم التأكيد على هذا المبدأ في محكمة العدل الدولية في قضية بوركينا فاسو ومالي: عام 1986
[مبدأ الحدود الموروثة] هو مبدأ عام، يرتبط ارتباطًا منطقيًا بظاهرة الحصول على الاستقلال حيثما يكون. والغرض الواضح من هذا المبدأ هو الحد من تقويض استقلال واستقرار الدول الحديثة نتيجة مخاطر صراعات الأقطار الشقيقة التي تشتعل نتيجة تغيير الحدود بما يؤدي إلى سحب السلطة الإدارية.

## الحواشي
1. ↑  "Uti possidetis Law & Legal Definition". USLegal, Inc. (uslegal.com). مؤرشف من الأصل في 2017-08-19. اطلع عليه بتاريخ 2010-08-16.
2. ↑  Hensel, Paul R.; Michael E. Allison and Ahmed Khanani (2006). "Territorial Integrity Treaties, Uti Possidetis, and Armed Conflict over Territory." Presented at the Shambaugh Conference "Building Synergies: Institutions and Cooperation in World Politics," University of Iowa, 13 October 2006. [وصلة مكسورة] نسخة محفوظة 17 يوليو 2012 على موقع واي باك مشين.
3. ↑  Shaw, Malcolm N. (1997). "Peoples, Territorialism and Boundaries." European Journal of International Law 8 (3). نسخة محفوظة 03 أكتوبر 2006 على موقع واي باك مشين.